# Bulldozer (группа)
Bulldozer — итальянская спид/трэш/блэк-метал группа из Милана, активная с 1980 по 1990 годы. Они воссоединились в 2008 году.

## История
Bulldozer была образована в 1980 году басистом Дарио Каррией и гитаристом Энди Панигадой. К ним присоединился Эрминио Галли в качестве ударника.
Они были вынуждены расстаться в 1981 году из-за ухода в армию, но реформировались в 1983 году, когда Альберто Контини взял на себя обязанности басиста и вокалиста, а Дон Андрас играл на барабанах. В этом составе они записали демо «Fallen Angel», дебютник «The Day of Wrath», и второй альбом «The Final Separation». Окончательное разделение ознаменовало резкое прекращение сделки с Roadrunner Records, которая не смогла эффективно продвигать альбом и, кроме того, выбрала изображение, отличное от того, которое было предложено группой в качестве обложки. Группа сочла фотографию карикатурной и неэффективной, и все это привело к подписанию нового контракта с итальянским лейблом Metalmagic, подразделением Discomagic.
Роб Кабрини был приглашен в качестве барабанщика для «IX» (1987). Этот состав записал «Neurodeliri» (1988) и отыграл вживую в Польше в 1990 году для «Alive… In Poland». Их последним релизом стал EP «Dance Got Sick!», который, хотя и был в основном собран Контини в качестве «шутки», пользовался огромным успехом в Японии, что побудило его переехать в эту страну для работы в области музыкального производства.
В 2004 году песня Bulldozer «Whiskey Time» была включена в сборник Peaceville Records «Fenriz Presents… The Best of Old-School Black Metal», собранный барабанщиком Darkthrone Фенризом.
В ноябре 2006 года пять альбомов Bulldozer были собраны польским лейблом Metal Mind Productions в бокс-сете Regenerated in the Grave; бокс-сет, содержащий бонус-треки и 32-страничный буклет, был выпущен тиражом 2000 экземпляров.
В 2007 году итальянские пауэр-металлисты Labyrinth, гастролируя по Японии, пригласили Контини на сцену для исполнения классики Bulldozer. По состоянию на 2008 год, согласно заявлениям Альберто Контини и Энди Панигада, «Bulldozer» воссоединился. Контини объявил, что они начнут работать над новым альбомом в августе 2008 года. Альбом под названием «Unexpected Fate» был выпущен 11 июня 2009 года, и в нём барабанщик Death Mechanism Ману стал третьим участником Bulldozer.

## Состав

### Нынешний состав
- Альберто «A.C. Wild» Контини[англ.] — вокал
- Andy Panigada — гитара
- Emanuele «Manu» Collato — ударные
- Ghiulz Borroni — гитара
- Giovanni «G.C.» Contini — клавишные
- Alessandro Pozza — бас

### Бывшие участники
- Don Andras — ударные (1984—1987)
- Dario Carria — вокал (1980—1981), бас (1980—1981, 1983—1984) †
- Erminio Galli — ударные (1980—1981, 1983—1984)
- Rob K. Cabrini — ударные (1987—1990)

## Дискография
Студийные альбомы
- 1985 — The Day of Wrath
- 1986 — The Final Separation
- 1987 — IX
- 1988 — Neurodeliri
- 2009 — Unexpected Fate

Мини-альбомы
- 1992 — Dance Got Sick!

Концертные альбомы
- 1990 — Alive… in Poland
- 2012 — The Neurospirit Lives

Сборники
- 1999 — 1983—1990: The Years of Wrath (бокс-сет)
- 2006 — Regenerated in the Grave (бокс-сет)
- 2013 — The Exorcism (ремастер демо 1984 года)